# SoShy
Deborah Epstein (Parijs, 14 september 1982), beter onder haar artiesten naam SoShy, is een Franse singer-songwriter.

## Jonge jaren
Epsteins vader is van Joods-Russische afkomst, haar moeder is van Frans-Argentijns-Italiaanse herkomst. In haar jeugd heeft ze veel gereisd tussen Los Angeles, Californië en New York.

## Carrière
Epstein schreef "Strike the Match" voor de ECHO-Music Awards genomineerde Duitse popband Monrose. Ze schreef "Appetite For Love" voor de Belgische zangeres Natalia op haar dubbel platina album Everything & More en schreef mee aan "Lost Cause" voor alternatieve rock/popartiest Chris Cornell op zijn album Scream.
Ze heeft een platencontract getekend bij Timbaland's Mosley Music Group / Interscope / Universal Music Group. Ze is ook te horen op "Morning After Dark", samen met Nelly Furtado, de eerste single in 2009 van Timbaland's album Shock Value II. Haar single "Dorothy" staat op de FIFA 10-soundtrack, haar lied "The Way I" op de officiële soundtrack van FIFA 06.

## Discografie

### Singles
| Single met eventuele hitnotering(en) in de Nederlandse Top 40 | Datum van verschijnen | Datum van binnenkomst | Hoogste positie | Aantal weken | Opmerkingen                   |
| ------------------------------------------------------------- | --------------------- | --------------------- | --------------- | ------------ | ----------------------------- |
| Morning after dark                                            | 2009                  | 05-12-2009            | 21              | 9            | met Timbaland & Nelly Furtado |

| Single met hitnotering(en) in de Vlaamse Ultratop 50 | Datum van verschijnen | Datum van binnenkomst | Hoogste positie | Aantal weken | Opmerkingen                   |
| ---------------------------------------------------- | --------------------- | --------------------- | --------------- | ------------ | ----------------------------- |
| Morning after dark                                   | 2009                  | 16-01-2010            | 23              | 10           | met Timbaland & Nelly Furtado |

- Bibliothèque nationale de France: cb15088662n (data)
- International Standard Name Identifier: 0000 0000 0220 1018
- Library of Congress Control Number: n2011079961
- MusicBrainz: 0127749b-106e-4597-be63-600b996f5ee4
- Virtual International Authority File: 54440365
- WorldCat: E39PBJmhK6BXt8WDjJfcyKwjYP